# Firebreather (fumetto)
Firebreather è un fumetto creato da Phil Hester e Andy Kuhn pubblicato da Image Comics. Il protagonista della serie è un adolescente per metà drago e meta umano. Al fumetto è stato ispirata una miniserie (2003) e un one-shot (2004). Una serie è stata avviata nel maggio 2008 e un film basato sulla serie è andato in onda su Cartoon Network il 24 novembre 2010.

## Storia della pubblicazione
Il personaggio era originariamente parte di una proposta per Young Avengers che Hester aveva messo insieme per Marvel Comics ed inizialmente era stato concepito per essere il figlio di Fin Fang Foom, un concetto successivamente citato nella serie Marvel, Unbelievable Gwenpool.
È stato rielaborato in una miniserie alla Image Comics nel 2003. Un seguito one-shot, The Iron Saint, è stato pubblicato nel 2004. Il personaggio è tornato in una serie nel 2008. Sono stati pubblicati solo due numeri di questa serie, lasciando incompiuta la storia.

## Trama

### Primi anni di vita
Duncan Rosenblatt è il figlio dell'umana Margaret Rosenblatt e di un drago lungo 100 piedi chiamato Belloc, che è al comando di creature soprannaturali, semplicemente detti "mostri". Per questo motivo, Duncan è un ibrido di entrambe le specie.

### FirebreatherVolume 1: (Firebreather# 1-4)
Duncan inizia il suo primo giorno in un'altra nuova scuola, cercando di adattarsi nonostante il suo insolito aspetto fisico. Purtroppo, ci sono molti ostacoli a questo obiettivo, in particolare il suo nuovo preside e un prepotente di nome Troy. Riesce a stringere amicizia con altri ragazzi emarginati. A casa di suo padre Belloc, Duncan si allena duramente durante il fine settimana. Belloc lo addestra non solo per essere potente, ma perché vuole che Duncan impari le cose alla sua maniera. Duncan torna a scuola dove il preside rende palese che non lo voglia lì e Troy non lo lascia in pace. Troy cerca di incastrare Duncan nascondendogli una pistola addosso. Funziona, ma la reazione è molto più intensa di quanto voleva Troy. Questo porta Duncan a pensare seriamente al controllo sulle sue emozioni e gli fa dubitare di appartenere veramente al mondo degli umani.
Quando torna a casa, la trova demolita e Margaret è scomparsa. Riesce a rintracciare sua madre e il suo rapitore, un mostro dell'Isola dei Mostri. Lui e il mostro hanno un combattimento brutale che finisce con Duncan che investe il mostro con delle fiamme che lo lasciano gravemente ustionato ma vivo, almeno fino a quando non arriva Bellocc sulla scena e impala il mostro con la sua coda. Duncan scopre che Belloc ha organizzato il rapimento per metterlo alla prova e il figlio minaccia di ucciderlo se mai mettesse di nuovo in pericolo sua madre. Duncan a questo punto vola via e Belloc sorride tra sé, dicendo: "Questo è il mio ragazzo".

### Firebreather: il santo di ferro
La classe di Duncan viene portata all'estero da "Mr. M" l'insegnante di spagnolo, che li porta prima a Londra e poi in Spagna. Mentre si trova a Londra, la classe ascolta la storia del "santo di ferro", un essere a lungo dimenticato che è stato creato per combattere e sopravvivere al re dei mostri. L'armatura è stata tramandata per generazioni e generazioni, e ora è solo un pezzo da museo. Una volta venuto a conoscenza di questa storia e della connessione con lui, Duncan non può fare a meno che essere curioso. Lui e un suo amico indagano e scoprono che la tuta è stata riportata in vita ed è intenzionata a catturare Duncan. Alla fine è il signor M che si rivela essere il portatore dell'armatura, oltre che un sopravvissuto ad un attacco ad un villaggio cubano. M. tenta di usare l'armatura per uccidere Duncan come vendetta, ma l'eroe viene salvato a causa della sua eredità per metà umana, poiché l'armatura non può prelevare sangue umano pena la sua distruzione e di tutta la vita sulla terra.

### Il patto
Nel primo numero, Shadowhawk, Invincible, Firebreather e Zephyr Noble, si uniscono per combattere Belloc che era intenzionato a vedere suo figlio alla festa del papà.

## Altri media
Un lungometraggio animato basato sui fumetti è andato in onda il 24 novembre 2010 su Cartoon Network . Il film ha usato le voci di Jesse Head nei panni di Duncan Rosenblatt, Dana Delany nei panni di Margaret Rosenblatt, Kevin Michael Richardson nei panni di King Belloc, Josh Keaton nei panni di Troy, Gary Anthony Williams nei panni del preside Dave, Reed Diamond nei panni di "Blitz" Barnes e Amy Davidson nei panni di Jenna Shwartzendruber.

## Collezioni
- Firebreather, Vol 1 (contiene v1, #1-4 e one-shot "Iron Saint")
- Firebreather, V2: Tutti i migliori eroi sono orfani (contiene v2, n. 1-4)
- Firebreather, V3: Holmgang (contiene "Holmgang" 1-4) (inedito)